# Emberchay
Emberchay är en ort i Azerbajdzjan.   Den ligger i distriktet Qax Rayonu, i den norra delen av landet, 270 km väster om huvudstaden Baku. Emberchay ligger 422 meter över havet och antalet invånare är 531.
Terrängen runt Emberchay är varierad. Närmaste större samhälle är Qax, 4,5 km norr om Emberchay. 
Omgivningarna runt Emberchay är en mosaik av jordbruksmark och naturlig växtlighet. Runt Emberchay är det ganska glesbefolkat, med 36 invånare per kvadratkilometer.